# Fátima (Portugal)
Fátima is een plaats in Centraal-Portugal in de gemeente Ourém, ten noordoosten van de hoofdstad Lissabon en is vernoemd naar een Moorse prinses. Nadat een verschijning van Onze-Lieve-Vrouw van Fátima werd gemeld in oktober 1917, werd het dorp een rooms-katholiek bedevaartsoord. In 1944 werd een basiliek gebouwd. Sinds 12 juli 1997 heeft Fátima de status van stad (cidade).